# Испания на зимних Олимпийских играх 1956
Испания принимала участие в зимних Олимпийских играх 1956 года в Кортина-д’Ампеццо (Италия) в четвёртый раз за свою историю, но не завоевала ни одной медали. Сборная страны состояла из 9 спортсменов (все — мужчины).